# Liachirus
Liachirus is een geslacht van straalvinnige vissen uit de familie van eigenlijke tongen (Soleidae).

## Soorten
- Liachirus melanospilos (Bleeker, 1854)
- Liachirus whitleyi Chabanaud, 1950